# Нікіщихіна Єлизавета Сергіївна
Єлизавета Сергіївна Нікіщихіна (рос. Никищихина Елизавета Сергеевна; нар. 17 травня 1941 — пом. 28 жовтня 1997, Москва, Росія) — радянська та російська акторка театру і кіно, Заслужена артистка РРФСР (19 липня 1984).

## Життєпис
Закінчила студію при театрі, російського університету театрального мистецтва, та стала акторкою театру імені К. С. Станіславського в Москві (1960-1994).
Похована Єлизавета Нікіщихіна на Востряковському кладовищі в Москві (ділянка № 17). 

## Доробок

### Театр
Театр імені К. С. Станіславського
- 1960 — «Машенька» О. Афіногенова — Машенька

«Снігова королева» Є. Шварца за казкою Андерсена - Герда
«Енциклопедисти» Л. Зоріна — Дівчина-гід
- 1965 — «Антігона» за Жаном Ануєм — Антігона
- 1965 — «Журавлині пера» Д. Кіносіта
- 1966 — «Анна» М. Ганіної — Сонька
- 1971 — «Підступність і кохання» Ф. Шиллера — Луїза
- 1975 — «Веселка взимку» М. Рощіна — Катя
- 1976 — «Перший варіант Васси Желєзнової» М. Горького — Васса

«Прощання в червні» О. Вампілова — Маша
«Продавець дощу» Річарда Неша — Ліззі
- 1978 — «Сповідь молодої людини» за Ф. Достоєвським — Ліза
- 1979 — «Геть, кістлява, зась!» С. Шальтяніса — Директор школи
- 1983 — «Поріг» А. Дударєва — мати
- 1989 — «Жіночий стіл в Мисливському залі» В. Мережко — Анна Іванівна Ведєнєєва
- 1993 — «Томас Беккет» за п'єсою Жана Ануя — Королева-мати
- 1993 — «Відображення „Юген”» за Дзеамі Мотокійо і А. Чеховим — Відьма
- 1994 — «Одруження» М. Гоголя — Агафія Тихонівна

Театр «Сфера»
- 1989 — «Театральний роман» М. Булгакова

### Фільмографія
- 1997 — Принцеса на бобах — Лєрочка, «жертва» в переході, жебрачка
- 1994 — Я вільний, я нічий — секретар
- 1991 — Жінка для всіх — інспектор дитячого будинку
- 1988 — Дикун
- 1987 — Колір кориди — мати Віктора
- 1987 — Випробувачі (реж. О. Бійма)
- 1984 — Букет мімози й інші квіти — Ганна Антонівна
- 1984 — Мертві душі — дружина Собакевича
- 1983 — Торпедоносці — мати Шури
- 1982 — Чарівники — член комісії
- 1979 — Пригоди Електроніка — Маша, асистент професора Громова
- 1977 — А у нас була тиша... — Антоніна Лабутина
- 1976 — Вся справа в браті — Єлизавета Михайлівна, вчителька
- 1963 — Полустанок — продавчиня Зойка
- 1961 — Відрядження — перукар